# Hilarempis polychaeta
Hilarempis polychaeta är en tvåvingeart som beskrevs av Mario Bezzi 1905. Hilarempis polychaeta ingår i släktet Hilarempis och familjen dansflugor.
Artens utbredningsområde är Peru. Inga underarter finns listade i Catalogue of Life.